# Coppa Baracca

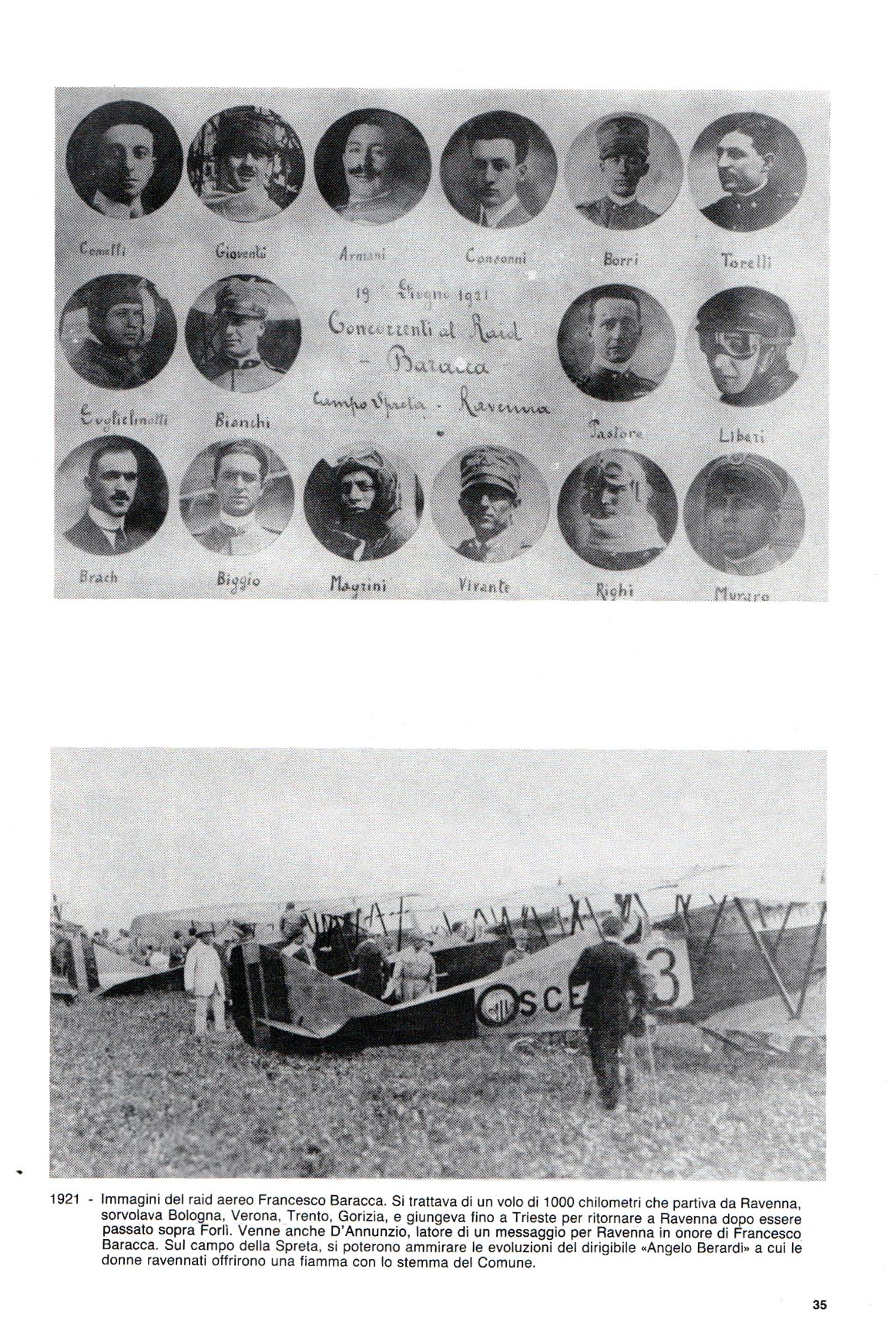
Alcuni partecipanti alla prima edizione della Coppa Baracca e panorama del campo di volo con alcuni aeroplani

La Coppa Baracca fu una competizione aeronautica degli anni venti dedicata a Francesco Baracca, asso dell'aviazione italiana nella prima guerra mondiale con 34 aerei nemici abbattuti.
La prima edizione si svolse presso l'aeroporto di Ravenna, ubicato in località La Spreta, il 19 giugno 1921, per celebrare il terzo anniversario della morte di Baracca (1888-1918).
La gara vera e propria consisteva in un volo di oltre 1 000 km, alla quale facevano da corollario altri eventi e cerimonie, collegate anche con le manifestazioni per il VI Centenario Dantesco.

## L'organizzazione
Il Comitato d'Onore risultava composto da personalità di livello nazionale, tra cui Gabriele D'Annunzio e Benito Mussolini ed il montepremi ammontava a Lire 100.000 (somma enorme per l'epoca).

Enrico Baracca e la contessa Paolina Biancoli (genitori del pilota caduto) avevano messo in palio una coppa in oro massiccio del valore di cinquantamila lire da assegnare al pilota che per primo si fosse aggiudicato la vittoria in due edizioni della gara, anche non consecutive.
Il Comitato organizzatore, collegato a tale Club Sportivo Romagnolo, era presieduto dal lughese Giacomo Valli.

## Il regolamento e il percorso

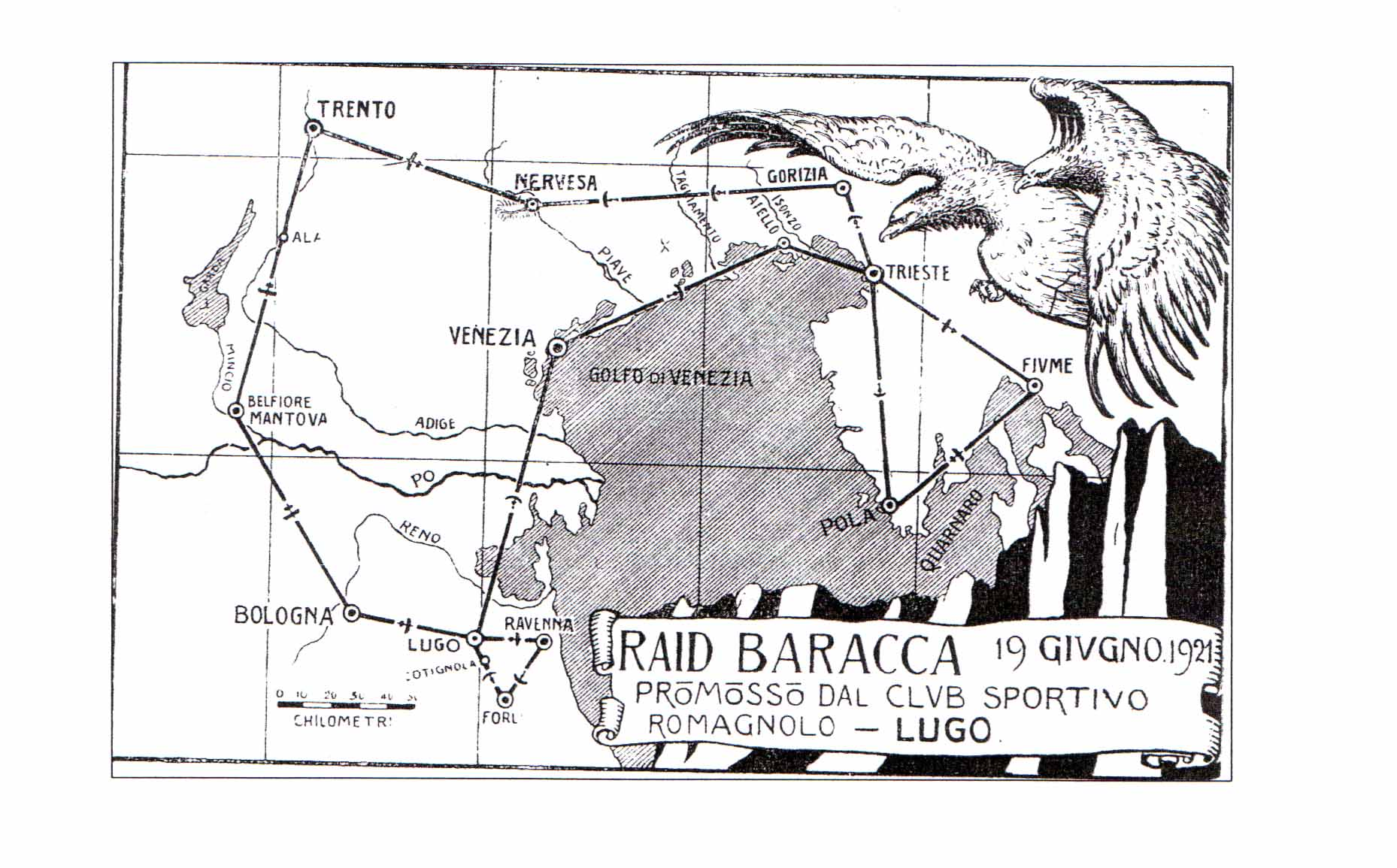
Il percorso di gara

Il regolamento di gara, permettendo l'iscrizione di qualsiasi tipo di velivolo, risultava piuttosto complesso, con conseguenti critiche da parte della stampa dell'epoca.

Il percorso di gara previsto era il seguente:
Partenza da Ravenna (aeroporto in località La Spreta, concesso dalle autorità militari).

Sorvolo di Lugo (città natale di Francesco Baracca), Bologna, Belfiore, Verona, Trento, Nervesa (località del Montello, dove cadde Baracca), Aviano, Gorizia, Trieste, Fiume, Pola, Orsera, nuovamente Trieste, Ajello, Venezia, Lugo, Cotignola (città natale di Giannetto Vassura – altro pilota caduto nella Grande Guerra al quale verrà poi intitolato l'aeroporto di Rimini), Forlì.

Arrivo a Ravenna.
Due atterraggi intermedi obbligatori: Trento e Trieste.
Numerosi punti di controllo, un solo possibile scalo per fare rifornimento per i velivoli dotati di maggiore autonomia, due per gli altri.
I concorrenti erano suddivisi in 4 categorie:
1. plurimotori con velocità di collaudo non superiore a 150 km/h;
2. monomotori con velocità non superiore a 200 km/h;
3. monomotori con velocità non superiore a 240 km/h;
4. monomotori con velocità non superiore a 270 km/h.

Era previsto un tempo massimo per ogni categoria e comunque la classifica finale teneva conto di ulteriori prove, come il lancio di messaggi su punti prestabiliti e lo scatto di fotografie lungo il percorso.
La vittoria andava quindi al pilota che, tenuto conto dei coefficienti attribuiti alla categoria del suo velivolo, conseguiva il punteggio superiore, indipendentemente dal fatto di essere il primo a completare regolarmente il percorso.
Risultavano iscritti una trentina di equipaggi con relativi aeromobili, per la maggior parte entrambi reduci dalla guerra: i grandi bombardieri Caproni Ca.3, i biplani SAML, gli S.V.A., gli Ansaldo A1 Balilla e i nuovi Fiat B.R. e tra i piloti ricordiamo Giordano Bruno Granzarolo (compagno di D'Annunzio nel Volo su Vienna), Adriano Bacula (che parteciperà poi alla Coppa Schneider), Francesco Brach Papa (valente pilota collaudatore) ed alcuni compagni di squadriglia di Francesco Baracca: Guido Keller, Mario D'Urso e Ferruccio Ranza (asso con ben 17 vittorie).

## La partenza
Alle 7 in punto i primi decolli: iniziavano i Caproni Ca.3 e poi tutti gli altri concorrenti.
A seguire, si dava corso alla cerimonia di intitolazione dell'aeroporto di Ravenna a Gastone Novelli, pilota anconetano compagno della 91ª Squadriglia di Francesco Baracca, valente pilota con 8 vittorie riconosciute, deceduto a Padova il 3 giugno 1919 in un incidente aereo. Erano presenti i familiari del Novelli, l'onorevole Innocenzo Cappa e il Tenente Arrigoni (in rappresentanza di Gabriele D'Annunzio) i quali pronunciavano un discorso.
Nell'attesa del ritorno dei piloti, avevano luogo altri intrattenimenti:
- una partita di calcio tra una formazione locale e la SPAL di Ferrara;
- sorvoli del campo da parte del dirigibile M.11 "Angelo Berardi"
- possibilità di effettuare un breve volo (a pagamento) fino al mare
- concerto della banda militare
- mostra di cimeli di Francesco Baracca

Ad interessare il pubblico erano soprattutto le notizie dei piloti, provenienti dai punti di controllo, tutti collegati via telegrafo.

## La gara
Erano principalmente le condizioni meteorologiche ad influenzare lo svolgimento della gara: l'aeroporto di Ravenna si era coperto rapidamente di nuvole portatrici di pioggia (tempo bolscevico lo definirà la Gazzetta dell'Aviazione di chiara matrice fascista) e lungo la rotta piloti e aeroplani erano costretti ad affrontare veri e propri nubifragi, i quali finirono per determinare l'esito della gara.
Due equipaggi su S.V.A. erano costretti a rientrare a Ravenna per noie ai motori, un altro a fermarsi a Mantova, altri cinque equipaggi a Bologna, compresi due SAML e l'Ansaldo "Balilla" del fiorentino Bacula.
Il tenente Enrico Guglielmotti veniva invece ostacolato dall'entusiasmo della folla, dopo l'atterraggio a Trento (primo concorrente a giungervi). Era infatti costretto a spegnere immediatamente il motore per non ferire qualcuno dei curiosi più spericolati che subito avevano circondato l'aeroplano (SVA 5). Forse innervosito dal fatto perdeva minuti preziosi e ripartiva con eccessiva fretta causando un ritorno di fiamma che quasi mandava a fuoco l'aeroplano.
Ad Aviano, verso mezzogiorno, arrivava per primo il capitano Ranza, ma sbagliava l'atterraggio e fracassava il carrello contro un muretto. Lo seguiva dopo poco Brach Papa che aveva proceduto nella nuvolaglia e fra gli scrosci di pioggia tenendosi a debita distanza per evitare una collisione. Ranza gli cedeva cavallerescamente le 48 candele di scorta e il collaudatore piemontese poteva così sostituire le sue ormai sporche, ma nell'operazione perdeva quasi un'ora.
Alle ore 14 i primi concorrenti erano già su Venezia, importante tappa del volo di ritorno.

## Gli arrivi
Il primo a posarsi sul campo ravennate era il Fiat B.R. di Brach Papa, accolto da una folla osannante che lo acclamava vincitore. Poco dopo era la volta del Caproni Ca.3 del colonnello Armani, tagliato fuori dalla competizione per le noie al motore centrale. Poi una lunga pausa senza alcun arrivo: dovettero trascorrere più di due ore prima che un altro apparecchio, lo SVA di Guglielmotti, si presentasse all'atterraggio.
Alle 18 arrivava il SAML dell'aiutante di battaglia Enzo Magliocco, osservatore, e del sergente pilota Pino Bin, seguito dal "Balilla" di D'Urso e dallo S.V.A. 4 del tenente Menghi che concludeva la sua corsa fuori campo.
Il pubblico, che aveva sopportato anche la pioggia nelle ore di attesa, si rendeva comunque conto della rischiosità dell'impresa, specialmente dopo la notizia che il Caproni n. 13 del capitano Gioventù, era precipitato nei pressi di Venezia causando la morte dell'osservatore, il tenente Liberi.
Nonostante l'entusiasmo popolare per Brach Papa, atterrato per primo sul campo de La Spreta, le complesse formule stabilite dal regolamento indicavano come vincitore il SAML di Bin e Magliocco: la velocità media tenuta risultava piuttosto bassa, (circa 160 km/h) ma la condotta di gara era stata impeccabile. Dopo la sostituzione di un bilanciere ad Aviano, il suo SAML era risultato secondo assoluto nel circuito dell'Istria e aveva preceduto tutti gli altri equipaggi nei controlli successivi e nei lanci (dei messaggi) di precisione a Belfiore e Cotignola. Si trattava comunque di veterani della Grande Guerra, esperti conoscitori delle zone sorvolate e dotati di un aeroplano non recente ma molto affidabile.
Brach Papa risultava secondo a causa di una penalizzazione, dovuta a quanto segue: con l'elica danneggiata dalle raffiche e dalla pioggia e con il motore senza olio per un errore del personale di manovra al rifornimento di Aviano, aveva volato a pochi metri da terra infilandosi nella foschia delle vallate del Trentino, era salito in quota per evitare lo spesso strato di nuvole sull'Istria, finendo quindi per percorrere alcuni chilometri in meno rispetto a quelli stabiliti e incorrendo di conseguenza nella penalità.

D'Urso, invece risultava averne percorsi 300 in più. infatti, mentre sul Montello era stato il più preciso nel lanciare il messaggio, (nonostante il radiatore del suo Ansaldo A1 "Balilla" perdesse acqua già da un bel po' di tempo) dopo il circuito dell'Istria si perdeva fra le nuvole – per la navigazione i piloti non disponevano che della bussola – e proseguiva il volo praticamente alla cieca per più di un'ora, fra Mestre e Ravenna, prima di trovare la strada giusta per La Spreta. Un premio speciale avrebbe dovuto essere dato in ogni caso al motore Spa del suo aereo, che aveva continuato a funzionare regolarmente col radiatore senz'acqua.
Guglielmotti aveva condotto una gara più regolare e a ritmo sostenuto: a precludergli la vittoria era stata, come abbiamo visto, l'accoglienza troppo calorosa della folla a Trento. Una volta ripartito aveva ripreso il volo a tutta velocità, impiegando meno tempo degli altri a percorrere il circuito dell'Istria, ma non era comunque riuscito a recuperare tutto il tempo perduto. Si classificava quindi solo terzo.

Il tenente Menghi arrivava quinto (ed ultimo) alla Spreta ed atterrava così tardi da non comparire neppure sui giornali del giorno dopo. Le raffiche di pioggia avevano aperto degli squarci nella tela delle ali del suo SVA e l'acqua che vi si era introdotta aveva appesantito l'apparecchio rendendone difficile il pilotaggio: aveva quindi proseguito il volo con prudenza, badando più ad arrivare che al tempo impiegato.
La classifica finale era quindi la seguente:
1. Bin e Magliocco su SAML/Aviatik B.I
2. Brach Papa e Fossati su Fiat B.R.
3. Guglielmotti su Ansaldo S.V.A.
4. D'Urso su Ansaldo A1 “Balilla”
5. Menghi su Ansaldo SVA 4

## Considerazioni
Anche se solo 5 aeroplani erano riusciti ad arrivare al traguardo sui 21 partiti nella prima mattinata, il bilancio della gara non era così catastrofico. Per l'epoca infatti questo raid costituiva la corsa più lunga fra quelle finora svolte, resa ancora più ardua dalle avverse condizioni meteorologiche: per ore e ore aeroplani fragili e insicuri hanno volato sfidando pioggia, vento e turbolenze terribili; gli equipaggi hanno dovuto riconoscere il percorso fra le nuvole e la nebbia, giungendo puntuali su 19 controlli, lanciando messaggi nei punti fissati e scattando fotografie delle zone sorvolate. È stata una evidente dimostrazione di abilità e di coraggio.

## Edizioni successive
La Coppa Baracca si disputerà con un regolamento pressoché analogo per altre due edizioni, con un numero sempre maggiore di equipaggi partecipanti (e di equipaggi che completano il percorso previsto):
- il 19 giugno 1922 su un percorso sempre di mille km che parte da Torino, tocca Lugo e Ravenna, si spinge fino sul Montello e ritorna a Torino fu vinta dal capitano Renato Mazzucco;
- il 19 giugno 1923 su un percorso di circa mille km con partenza e ritorno a Milano, via Lugo, Venezia, Trieste fu nuovamente vinta dal capitano Renato Mazzucco che ne divenne il detentore.

Diventerà poi una competizione riservata esclusivamente alle squadriglie dell'aviazione militare per altre due edizioni e lascerà poi il posto ad altre tipologie di gare.